# Хрисант Дзунис
Хрисант (на гръцки: Χρύσανθος) е гръцки духовник, митрополит на Вселенската патриаршия.

## Биография
Роден е в тракийското градче Хора със светската фамилия Дзунис (Τζούνης). Брат е на митрополит Панарет Ираклийски. Служи като протосингел на Ираклийската митрополия. На 15 март 1853 година е избран за митрополит на тракийската Ганоска и Хорска епархия. На 17 април 1873 година подава оставка. Умира в епархията си на 21 ноември 1873 година.